# 권세진
권세진(1973년 5월 20일 ~ )은 대한민국의 축구 선수이며, 포지션은 센터백이다.